# Loubajac
Loubajac est une commune française située dans l'ouest du département des Hautes-Pyrénées, en région Occitanie. Sur le plan historique et culturel, la commune est dans l’ancien comté de Bigorre, comté historique des Pyrénées françaises et de Gascogne.
Exposée à un climat océanique altéré, elle est drainée par l'Ousse, le ruisseau de Bad et par divers autres petits cours d'eau. La commune possède un patrimoine naturel remarquable composé de deux zones naturelles d'intérêt écologique, faunistique et floristique.
Loubajac est une commune rurale qui compte 435 habitants en 2022, après avoir connu une forte hausse de la population depuis 1975. Elle fait partie de l'aire d'attraction de Lourdes..
Ses habitants sont appelés les Loubajacais.

## Géographie

### Localisation
La commune de Loubajac se trouve dans le département des Hautes-Pyrénées, en région Occitanie.
Elle se situe à 16 km à vol d'oiseau de Tarbes, préfecture du département, à 15 km d'Argelès-Gazost, sous-préfecture, et à 5 km de Lourdes, bureau centralisateur du canton de Lourdes-1 dont dépend la commune depuis 2015 pour les élections départementales.
La commune fait en outre partie du bassin de vie de Lourdes.
Les communes les plus proches sont : 
Poueyferré (1,5 km), Barlest (2,1 km), Bartrès (3,0 km), Adé (4,4 km), Peyrouse (4,4 km), Lourdes (5,2 km), Lamarque-Pontacq (5,5 km), Saint-Vincent (6,3 km).
Sur le plan historique et culturel, Loubajac fait partie de l’ancien comté de Bigorre, comté historique des Pyrénées françaises et de Gascogne créé au IXe siècle puis rattaché au domaine royal en 1302, inclus ensuite au comté de Foix en 1425 puis une nouvelle fois rattaché au royaume de France en 1607. La commune est dans le pays de Tarbes et de la Haute Bigorre.
Loubajac est limitrophe de quatre autres communes. Au nord-est, le territoire de Lamarque-Pontacq est distant d'une cinquantaine de mètres.

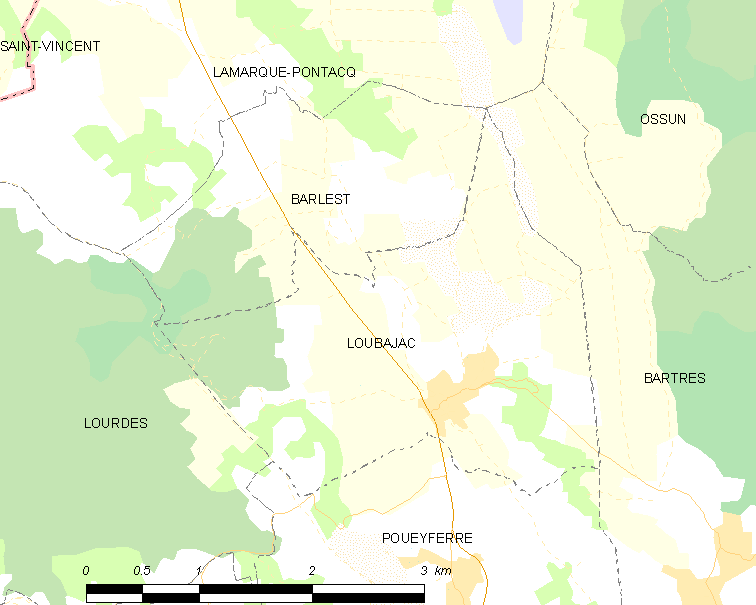
Carte de la commune de Loubajac et des proches communes.

|         | Barlest    |         |
| Lourdes | Loubajac   | Bartrès |
|         | Poueyferré |         |

### Hydrographie
La commune est dans le bassin de l'Adour, au sein du bassin hydrographique Adour-Garonne. Elle est drainée par l'Ousse, le ruisseau de Bad, le Bédat, le ruisseau de Balihoure, le ruisseau de la Coste, le ruisseau de Maillous, le ruisseau de Passarous et par un petit cours d'eau, constituant un réseau hydrographique de 9 km de longueur totale,.
L'Ousse, d'une longueur totale de 42,4 km, prend sa source dans la commune de Bartrès et s'écoule vers le nord-ouest. Il traverse la commune et se jette dans le gave de Pau à Gelos, après avoir traversé 19 communes.

### Climat
Le climat est tempéré de type océanique, en raison de l'influence proche de l'océan Atlantique situé à peu près 150 km plus à l'ouest. La proximité des Pyrénées fait que la commune profite d'un effet de foehn, il peut aussi y neiger en hiver, même si cela reste inhabituel.
| Mois                              | jan.  | fév.  | mars  | avril | mai   | juin  | jui.  | août  | sep.  | oct.  | nov.  | déc.  | année   |
| --------------------------------- | ----- | ----- | ----- | ----- | ----- | ----- | ----- | ----- | ----- | ----- | ----- | ----- | ------- |
| Température minimale moyenne (°C) | 0,6   | 1,3   | 2,7   | 5,2   | 8,3   | 11,6  | 14,1  | 13,9  | 11,7  | 8     | 3,6   | 1,3   | 6,9     |
| Température moyenne (°C)          | 5,3   | 6,1   | 7,8   | 10    | 13,3  | 16,7  | 19,3  | 19    | 17,2  | 13,3  | 8,5   | 5,8   | 11,9    |
| Température maximale moyenne (°C) | 9,9   | 11    | 12,9  | 14,8  | 18,3  | 21,7  | 24,5  | 24    | 22,6  | 18,6  | 13,4  | 10,4  | 16,8    |
| Ensoleillement (h)                | 108,8 | 118,8 | 155,6 | 157,2 | 181,3 | 191,5 | 215,5 | 196,4 | 194,5 | 164,4 | 124,4 | 104,4 | 1 912,8 |
| Précipitations (mm)               | 112,8 | 97,5  | 100,2 | 105,7 | 113,6 | 80,7  | 57,3  | 70,3  | 71    | 85,2  | 93    | 112,1 | 1 099,4 |

### Milieux naturels et biodiversité
L’inventaire des zones naturelles d'intérêt écologique, faunistique et floristique (ZNIEFF) a pour objectif de réaliser une couverture des zones les plus intéressantes sur le plan écologique, essentiellement dans la perspective d’améliorer la connaissance du patrimoine naturel national et de fournir aux différents décideurs un outil d’aide à la prise en compte de l’environnement dans l’aménagement du territoire.
Une ZNIEFF de type 1 est recensée sur la commune :
le « Dortoir de Milan royal de Loubajac » (53 ha), couvrant 3 communes du département et une ZNIEFF de type 2, : 
le « plateau de Ger et coteaux de l'ouest tarbais » (6 409 ha), couvrant 26 communes dont six dans les Pyrénées-Atlantiques et 20 dans les Hautes-Pyrénées.

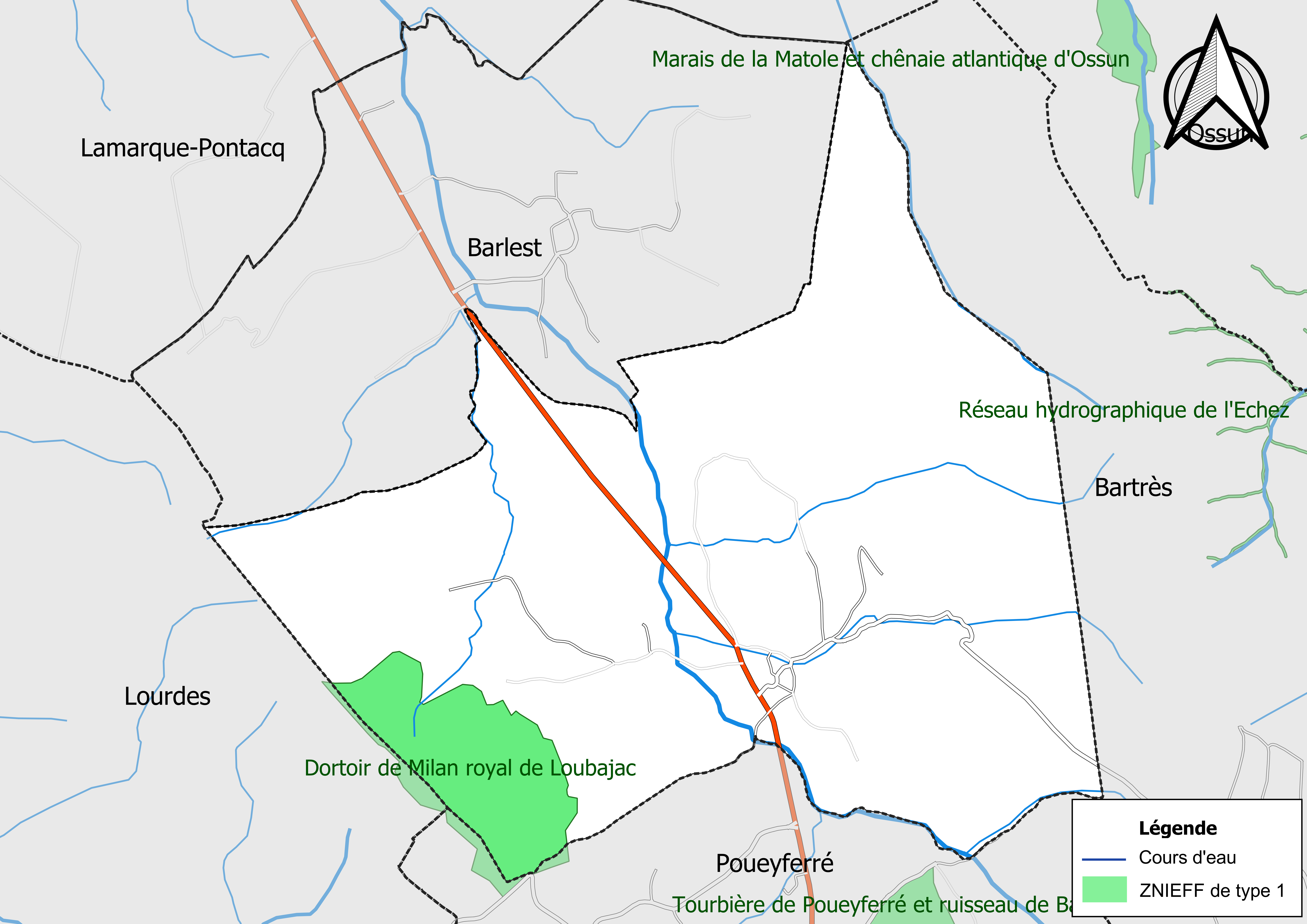
Carte de la ZNIEFF de type 1 sur la commune.
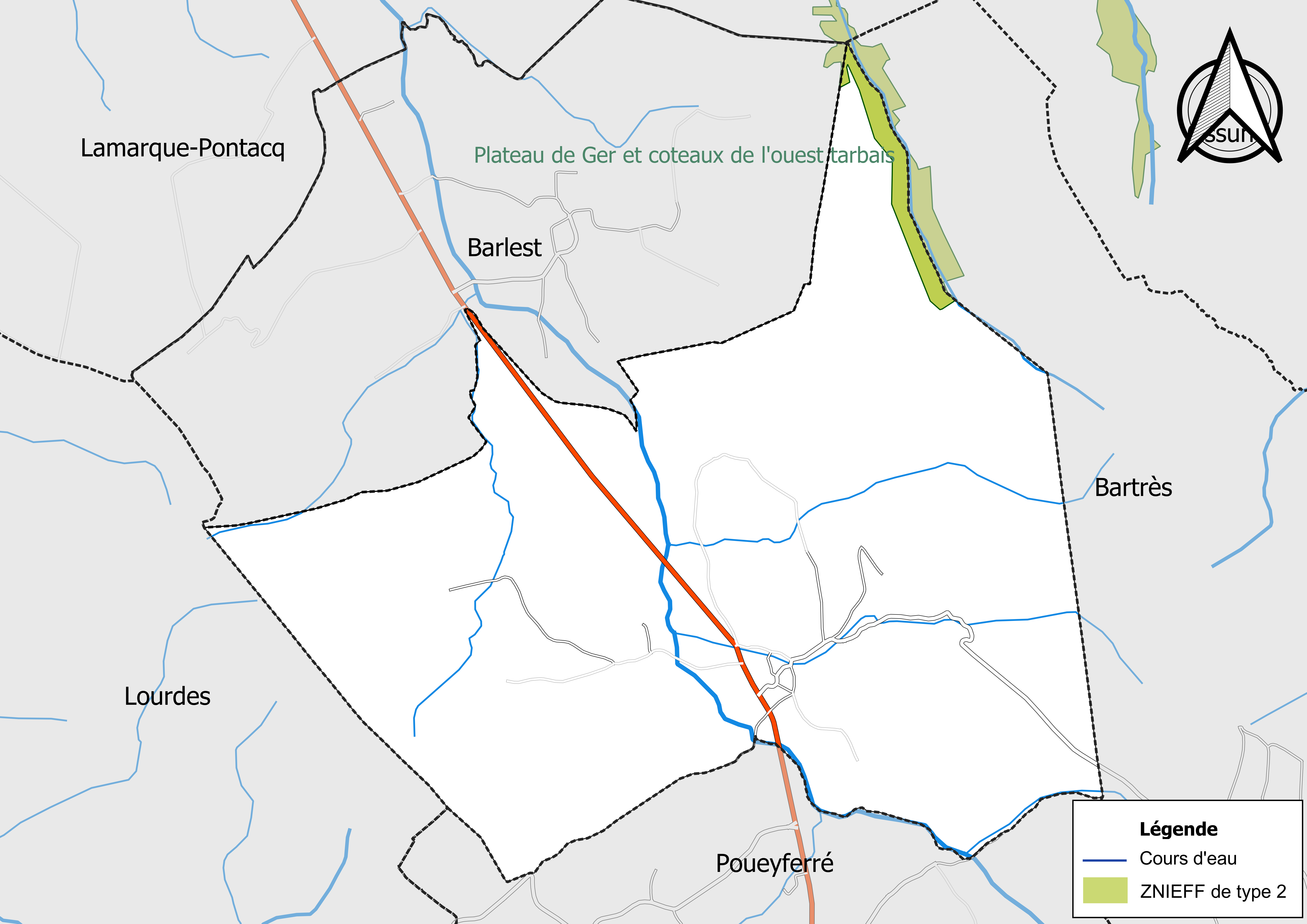
Carte de la ZNIEFF de type 2 sur la commune.

## Urbanisme

### Typologie
Au 1er janvier 2024, Loubajac est catégorisée commune rurale à habitat dispersé, selon la nouvelle grille communale de densité à sept niveaux définie par l'Insee en 2022.
Elle est située hors unité urbaine. Par ailleurs la commune fait partie de l'aire d'attraction de Lourdes, dont elle est une commune de la couronne,. Cette aire, qui regroupe 45 communes, est catégorisée dans les aires de moins de 50 000 habitants,.

### Occupation des sols
L'occupation des sols de la commune, telle qu'elle ressort de la base de données européenne d’occupation biophysique des sols Corine Land Cover (CLC), est marquée par l'importance des territoires agricoles (78,7 % en 2018), une proportion identique à celle de 1990 (78,7 %). La répartition détaillée en 2018 est la suivante : 
terres arables (37,9 %), zones agricoles hétérogènes (34,5 %), forêts (17,4 %), prairies (6,3 %), zones urbanisées (3,9 %).
L'IGN met par ailleurs à disposition un outil en ligne permettant de comparer l’évolution dans le temps de l’occupation des sols de la commune (ou de territoires à des échelles différentes). Plusieurs époques sont accessibles sous forme de cartes ou photos aériennes : la carte de Cassini (XVIIIe siècle), la carte d'état-major (1820-1866) et la période actuelle (1950 à aujourd'hui).

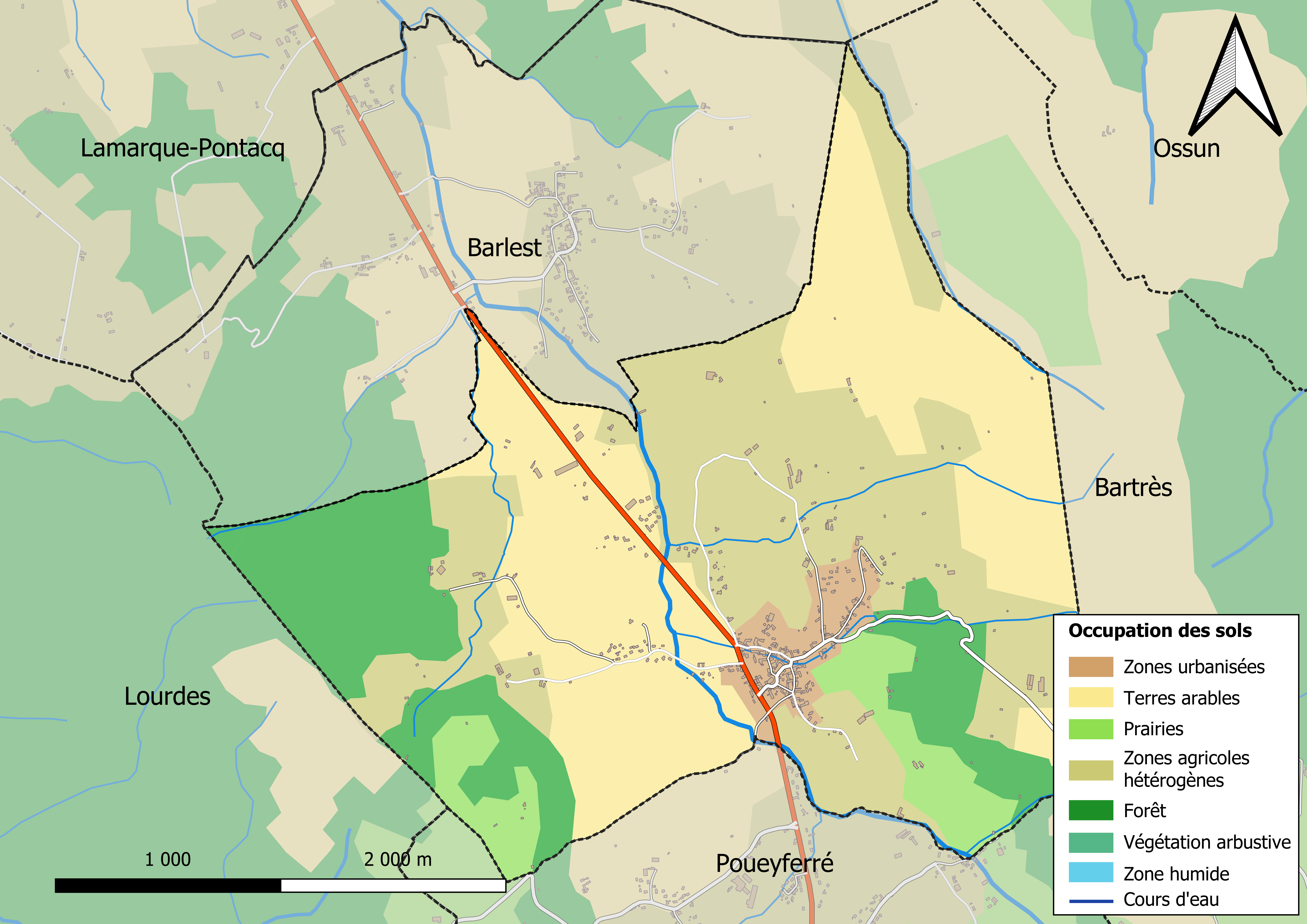
Carte des infrastructures et de l'occupation des sols en 2018 (CLC) de la commune.
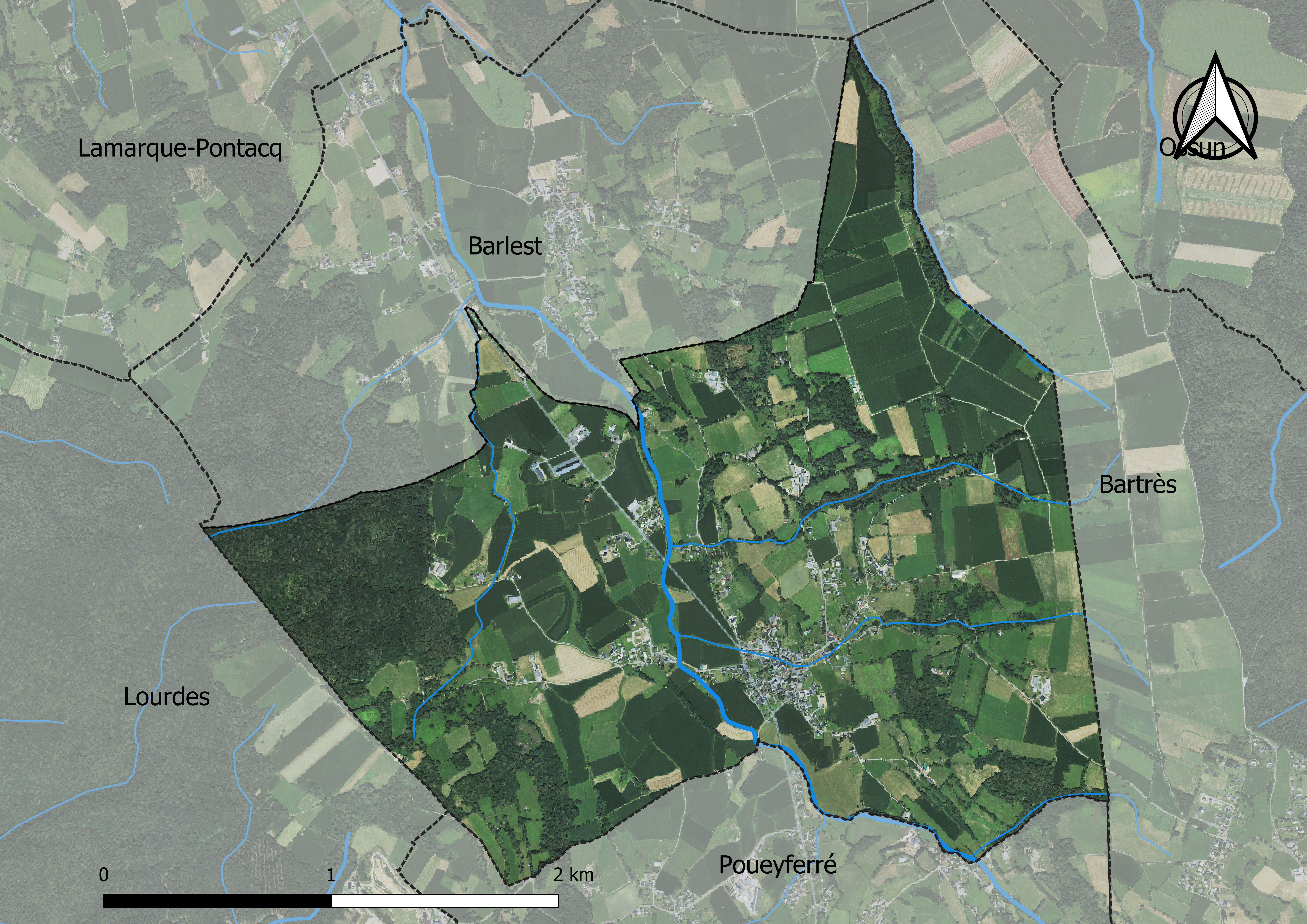
Carte orthophotogrammétrique de la commune.

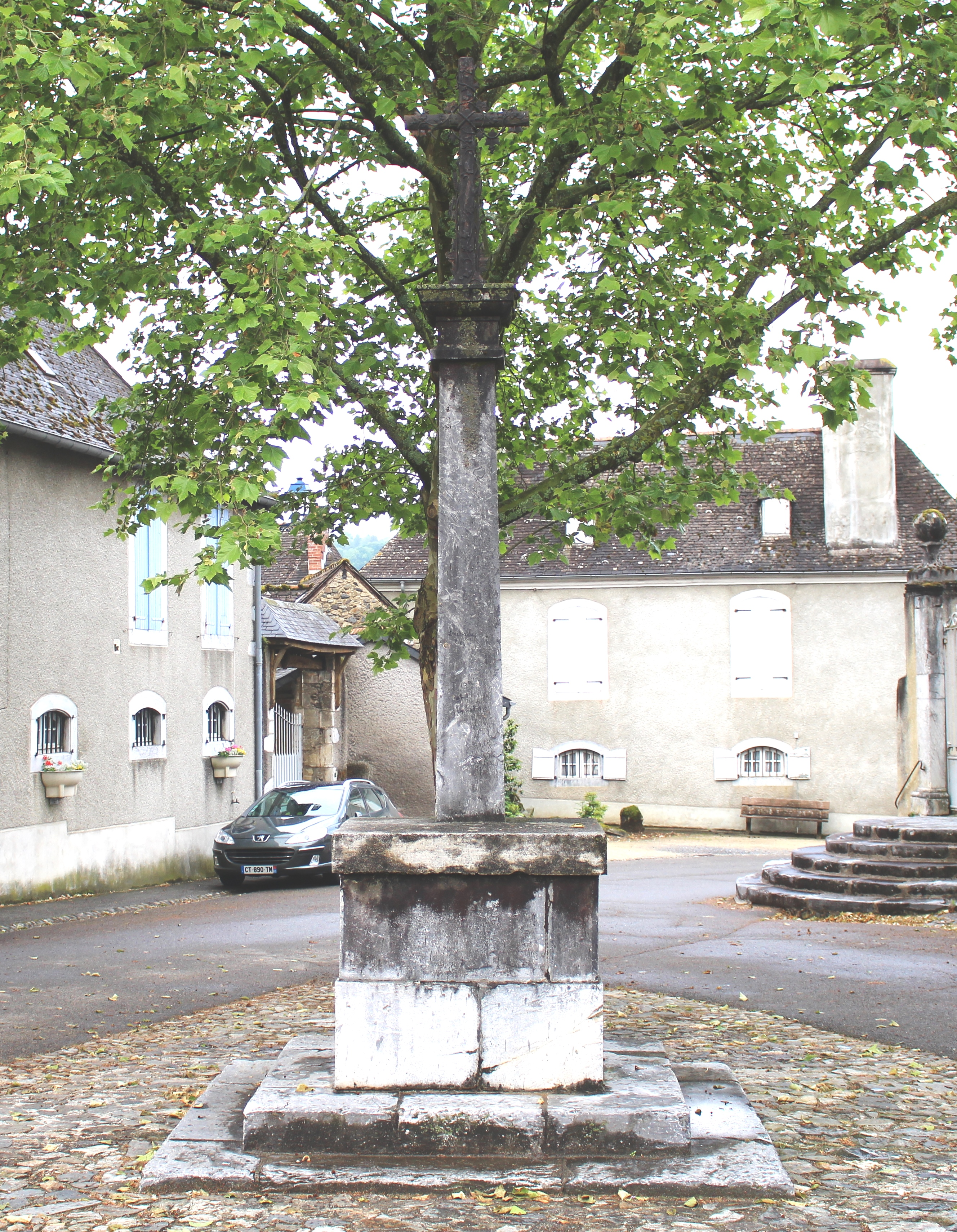
Une croix sur la place de la mairie.

### Logement
En 2012, le nombre total de logements dans la commune est de 170.

Parmi ces logements, 91.1   % sont des résidences principales, 1.2  % des résidences secondaires et 7.7   % des logements vacants.

### Voies de communication et transports
Cette commune est desservie par la route départementale D 940 et par la route départementale D 3.

### Risques majeurs
Le territoire de la commune de Loubajac est vulnérable à différents aléas naturels : météorologiques (tempête, orage, neige, grand froid, canicule ou sécheresse), inondations, feux de forêts, mouvements de terrains et séisme (sismicité moyenne). Il est également exposé à un risque technologique,  le transport de matières dangereuses. Un site publié par le BRGM permet d'évaluer simplement et rapidement les risques d'un bien localisé soit par son adresse soit par le numéro de sa parcelle.

#### Risques naturels
Certaines parties du territoire communal sont susceptibles d’être affectées par le risque d’inondation par débordement de cours d'eau, notamment l'Ousse. La cartographie des zones inondables en ex-Midi-Pyrénées réalisée dans le cadre du XIe Contrat de plan État-région, visant à informer les citoyens et les décideurs sur le risque d’inondation, est accessible sur le site de la DREAL Occitanie. La commune a été reconnue en état de catastrophe naturelle au titre des dommages causés par les inondations et coulées de boue survenues en 1982, 1999, 2009 et 2019,.
Loubajac est exposée au risque de feu de forêt. Un plan départemental de protection des forêts contre les incendies a été approuvé par arrêté préfectoral le 21 avril 2020 pour la période 2020-2029. Le précédent couvrait la période 2007-2017. L’emploi du feu est régi par deux types de réglementations. D’abord le code forestier et l’arrêté préfectoral du 27 octobre 2014, qui réglementent l’emploi du feu à moins de 200 m des espaces naturels combustibles sur l’ensemble du département. Ensuite celle établie dans le cadre de la lutte contre la pollution de l’air, qui interdit le brûlage des déchets verts des particuliers. L’écobuage est quant à lui réglementé dans le cadre de commissions locales d’écobuage (CLE)

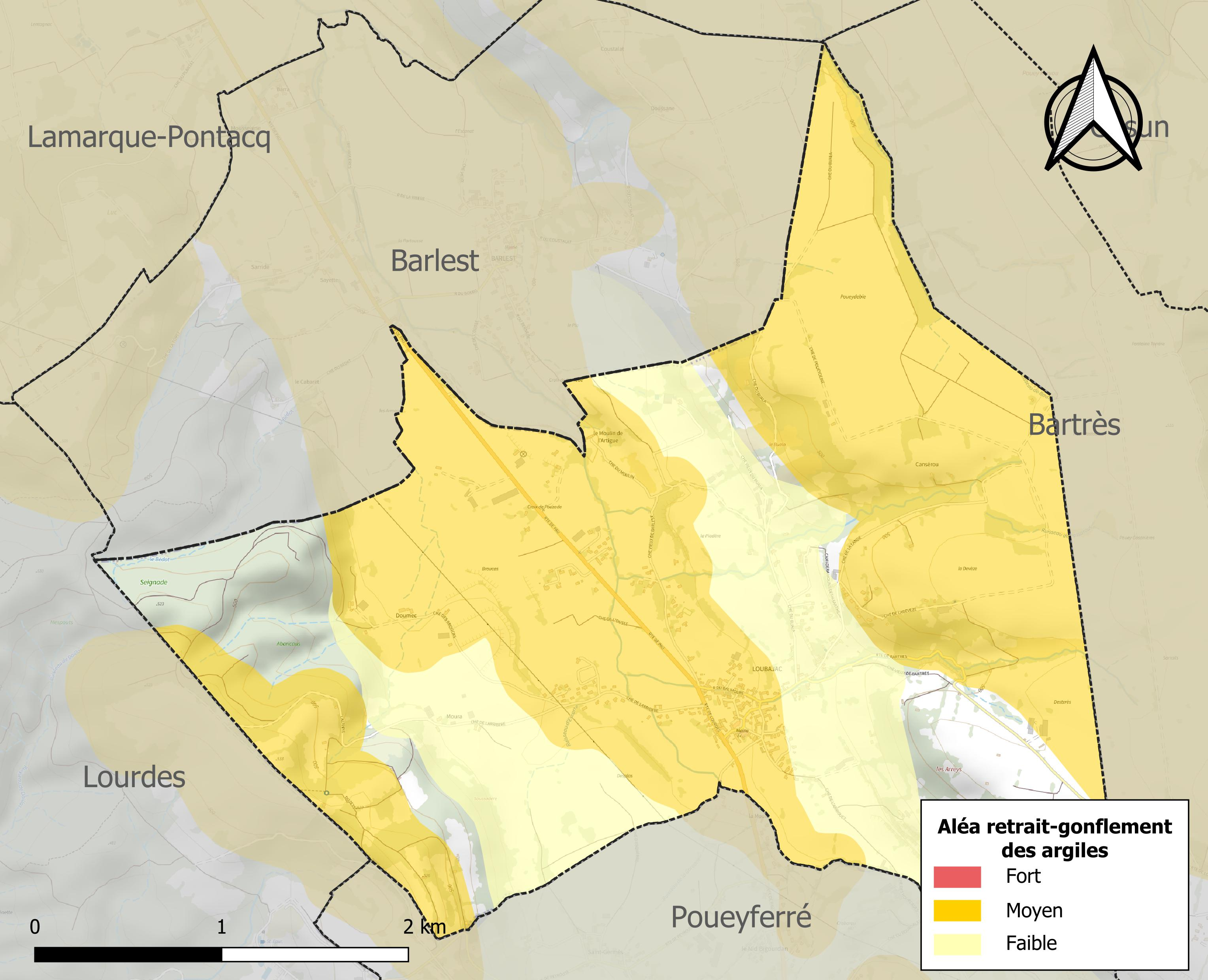
Carte des zones d'aléa retrait-gonflement des sols argileux de Loubajac.

Les mouvements de terrains susceptibles de se produire sur la commune sont des tassements différentiels.
Le retrait-gonflement des sols argileux est susceptible d'engendrer des dommages importants aux bâtiments en cas d’alternance de périodes de sécheresse et de pluie. 63,5 % de la superficie communale est en aléa moyen ou fort (44,5 % au niveau départemental et 48,5 % au niveau national). Sur les 178 bâtiments dénombrés sur la commune en 2019, 137 sont en aléa moyen ou fort, soit 77 %, à comparer aux 75 % au niveau départemental et 54 % au niveau national. Une cartographie de l'exposition du territoire national au retrait gonflement des sols argileux est disponible sur le site du BRGM,.
Par ailleurs, afin de mieux appréhender le risque d’affaissement de terrain, l'inventaire national des cavités souterraines permet de localiser celles situées sur la commune.
Concernant les mouvements de terrains, la commune a été reconnue en état de catastrophe naturelle au titre des dommages causés par des mouvements de terrain en 1999.

#### Risque technologique
Le risque de transport de matières dangereuses sur la commune est lié à sa traversée par une canalisation de transport d'hydrocarbures. Un accident se produisant sur une telle infrastructure est susceptible d’avoir des effets graves sur les biens, les personnes ou l'environnement, selon la nature du matériau transporté. Des dispositions d’urbanisme peuvent être préconisées en conséquence.

## Toponymie

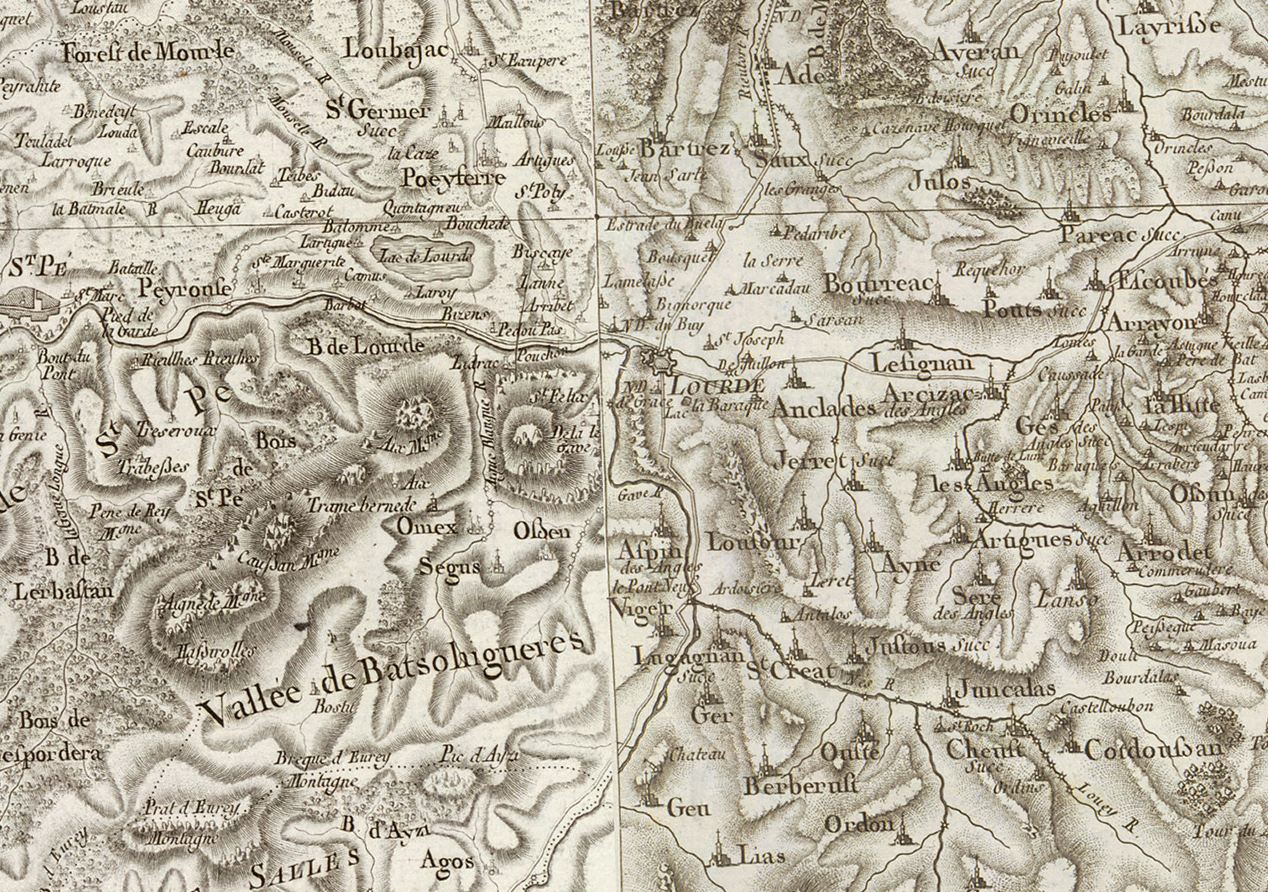
Extrait de la carte de Cassini (entre 1756 et 1789) situant Loubajac au nord ouest de Lourdes

On trouvera les principales informations dans le Dictionnaire toponymique des communes des Hautes Pyrénées de Michel Grosclaude et Jean-François Le Nail qui rapporte les dénominations historiques du village :
Dénominations historiques :
- in Logajaco, latin (v. 1060, cartulaire de Saint-Pé) ;
- Willelmo Carolo de Logajag, latin et gascon (v. 1078, cartulaire de  Saint-Savin) ;
- A Logayag, (v. 1200-1230, cartulaire de Bigorre) ;
- De Logayaco, latin (1313, Debita regi Navarre) ;
- De Lugayaco, latin (1342, pouillé de Tarbes) ;
- de Lobayaco, latin (1379, procuration Tarbes) ;
- Logayac, (1429, censier de Bigorre) ;
- Lobayac, (1541, ADPA, B 1010) ;
- Loubajac, (fin XVIIIe siècle, carte de Cassini).

Étymologie : probablement nom de personnage Lop Gajac devenu Logajac, puis Lobajac.
Nom occitan : Lobajac.

## Histoire

### Cadastre napoléonien de Loubajac
Le plan cadastral napoléonien de Loubajac est consultable sur le site des archives départementales des Hautes-Pyrénées.

## Politique et administration

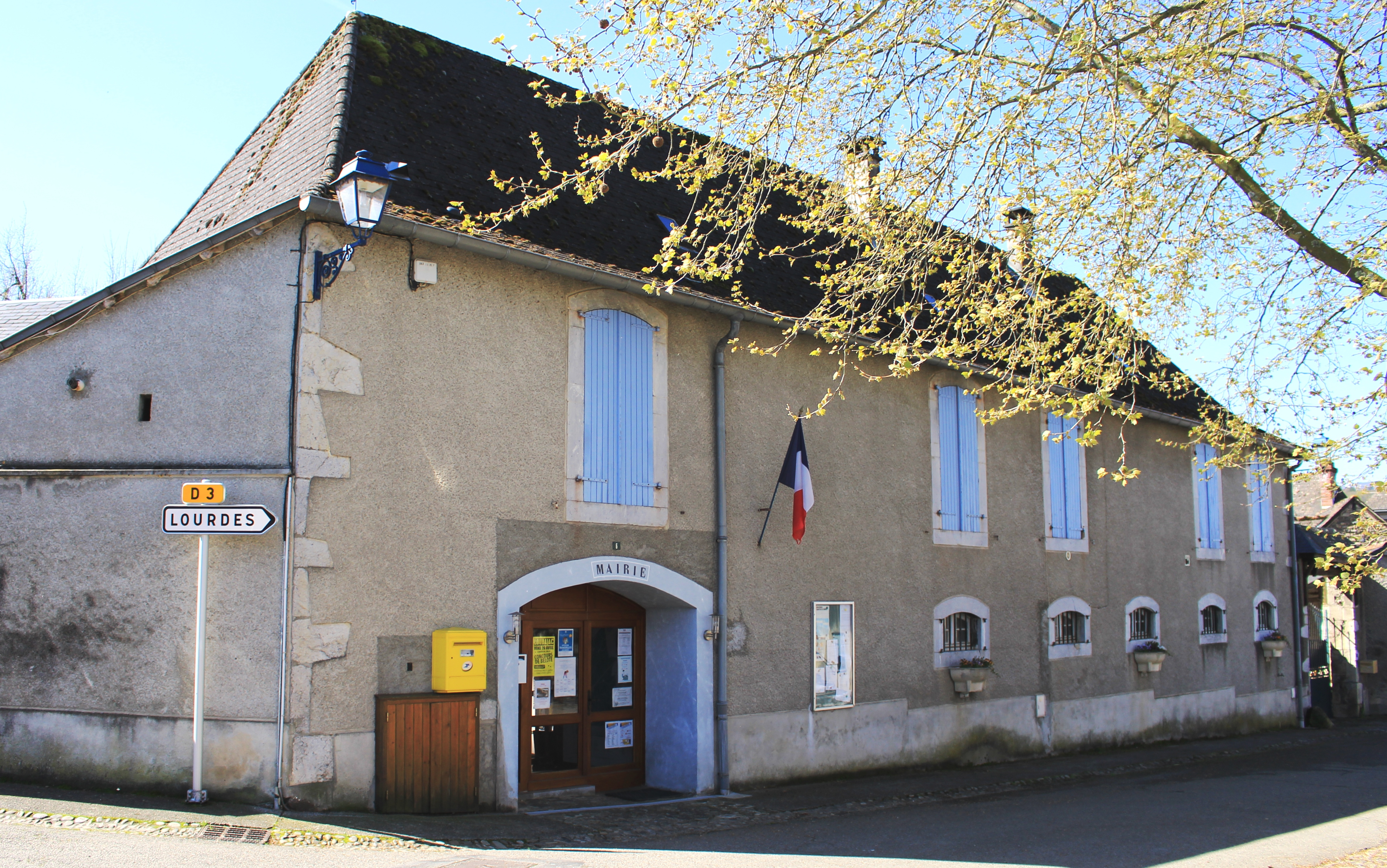
La mairie en 2018.

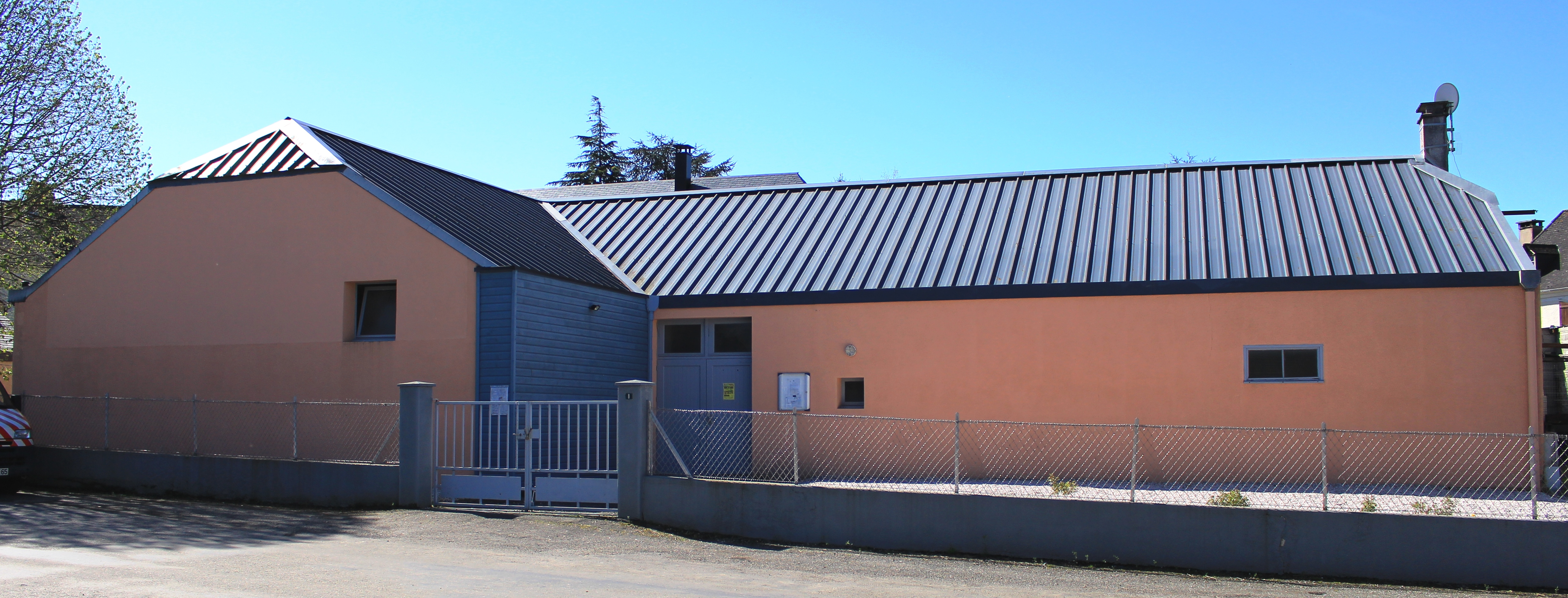
Le foyer rural en 2018.

### Liste des maires
| Période                                  | Période   | Identité       | Étiquette      | Qualité |
| ---------------------------------------- | --------- | -------------- | -------------- | --- |
| Les données manquantes sont à compléter. |           |                |                | |
|                                          |           |                |                | |
| avant 1981                               | ?         | Gilbert Vergès |                | |
| mars 2014                                | mars 2020 | Guy Vergès     | SE             | Conseillers Municipaux : Marc Artigas, Régis Dalet, Catherine Daloux, Georges Dulong, Isabelle Nincheri, Walter Polisini, Eliane Ribeiro, Jean Claude Ribeiro,Nadine Vives           |
| mars 2020                                | En cours  | Guy Vergès     | Sans étiquette | Conseillers Municipaux : Marc Artigas, Cindie Bie, Marc Cayrolle, Jonathan Loope, Nadège Chaimbault, David Cosse, Isabelle Nincheri, Maxime Vives, Jean-Claude Ribeiro, Régis Dalet. |

### Rattachements administratifs et électoraux

#### Historique administratif
Pays et sénéchaussée de Bigorre, quarteron de  Lourdes, canton de Saint-Pé (1790), de Lourdes (1801), Saint-Pé-de-Bigorre (depuis 1802).

#### Intercommunalité
Loubajac appartient à la Communauté d'agglomération Tarbes-Lourdes-Pyrénées créée en janvier 2017 et qui réunit 86 communes.

## Population et société

### Démographie

#### Évolution démographique
| 1793 | 1800 | 1806 | 1821 | 1831 | 1836 | 1841 | 1846 | 1851 |
| ---- | ---- | ---- | ---- | ---- | ---- | ---- | ---- | ---- |
| 432  | 328  | 428  | 473  | 476  | 485  | 467  | 459  | 482  |

| 1856 | 1861 | 1866 | 1872 | 1876 | 1881 | 1886 | 1891 | 1896 |
| ---- | ---- | ---- | ---- | ---- | ---- | ---- | ---- | ---- |
| 499  | 537  | 510  | 500  | 504  | 486  | 470  | 406  | 392  |

| 1901 | 1906 | 1911 | 1921 | 1926 | 1931 | 1936 | 1946 | 1954 |
| ---- | ---- | ---- | ---- | ---- | ---- | ---- | ---- | ---- |
| 373  | 370  | 338  | 302  | 307  | 324  | 314  | 273  | 271  |

| 1962 | 1968 | 1975 | 1982 | 1990 | 1999 | 2005 | 2006 | 2010 |
| ---- | ---- | ---- | ---- | ---- | ---- | ---- | ---- | ---- |
| 267  | 260  | 257  | 341  | 370  | 378  | 373  | 374  | 405  |

| 2015 | 2020 | 2022 | - | - | - | - | - | - |
| ---- | ---- | ---- | - | - | - | - | - | - |
| 395  | 434  | 435  | - | - | - | - | - | - |

### Enseignement
La commune dépend de l'académie de Toulouse. Elle dispose d’une école en 2017.
- École élémentaire.

## Économie

### Revenus
En 2018, la commune compte 169 ménages fiscaux, regroupant 434 personnes. La médiane du revenu disponible par unité de consommation est de 22 090 € (20 420 € dans le département).

### Emploi
|                | 2008  | 2013  | 2018  |
| -------------- | ----- | ----- | ----- |
| Commune        | 7,2 % | 8,3 % | 5,7 % |
| Département    | 7,7 % | 9,4 % | 9,8 % |
| France entière | 8,3 % | 10 %  | 10 %  |

En 2018, la population âgée de 15 à 64 ans s'élève à 251 personnes, parmi lesquelles on compte 80,3 % d'actifs (74,6 % ayant un emploi et 5,7 % de chômeurs) et 19,7 % d'inactifs,. Depuis 2008, le taux de chômage communal (au sens du recensement) des 15-64 ans est inférieur à celui de la France et du département.
La commune fait partie de la couronne de l'aire d'attraction de Lourdes, du fait qu'au moins 15 % des actifs travaillent dans le pôle,. Elle compte 53 emplois en 2018, contre 61 en 2013 et 57 en 2008. Le nombre d'actifs ayant un emploi résidant dans la commune est de 190, soit un indicateur de concentration d'emploi de 28 % et un taux d'activité parmi les 15 ans ou plus de 60,5 %.
Sur ces 190 actifs de 15 ans ou plus ayant un emploi, 32 travaillent dans la commune, soit 17 % des habitants. Pour se rendre au travail, 95,5 % des habitants utilisent un véhicule personnel ou de fonction à quatre roues, 1,5 % s'y rendent en deux-roues, à vélo ou à pied et 3 % n'ont pas besoin de transport (travail au domicile).

## Culture locale et patrimoine

### Lieux et monuments

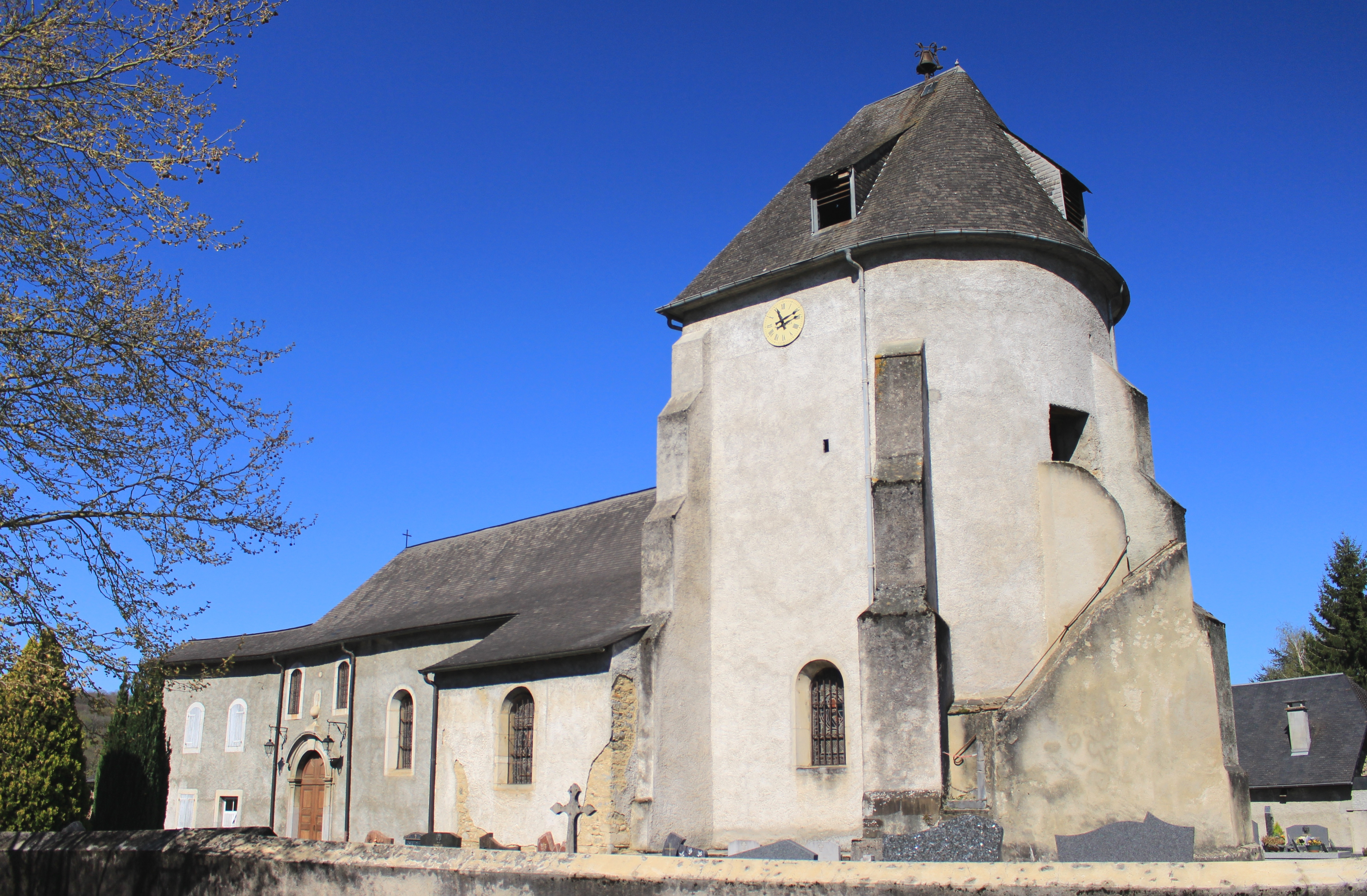
L'église Saint-Saturnin en 2018.

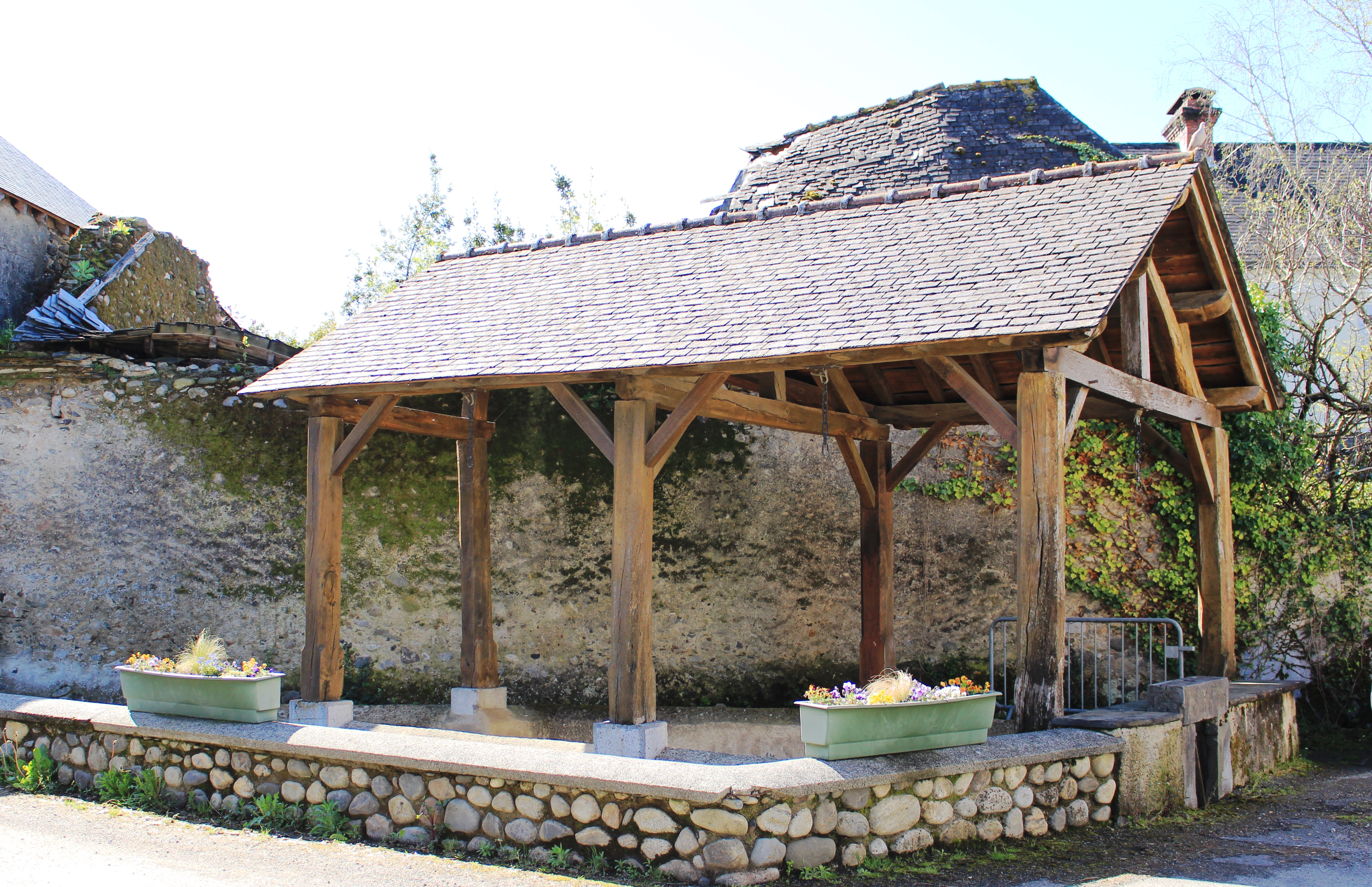
Le lavoir.

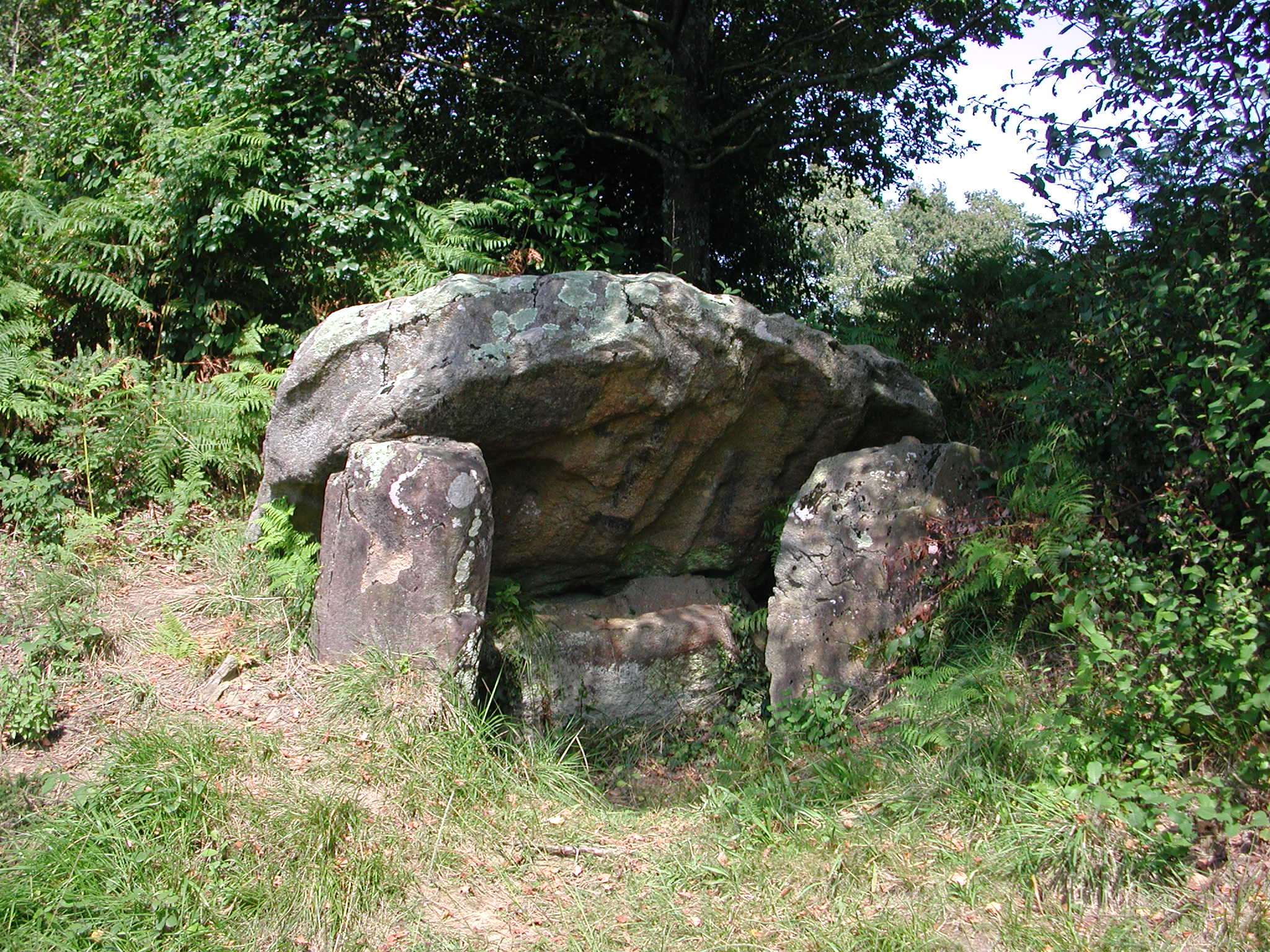
Le dolmen de Peyre Dusets.

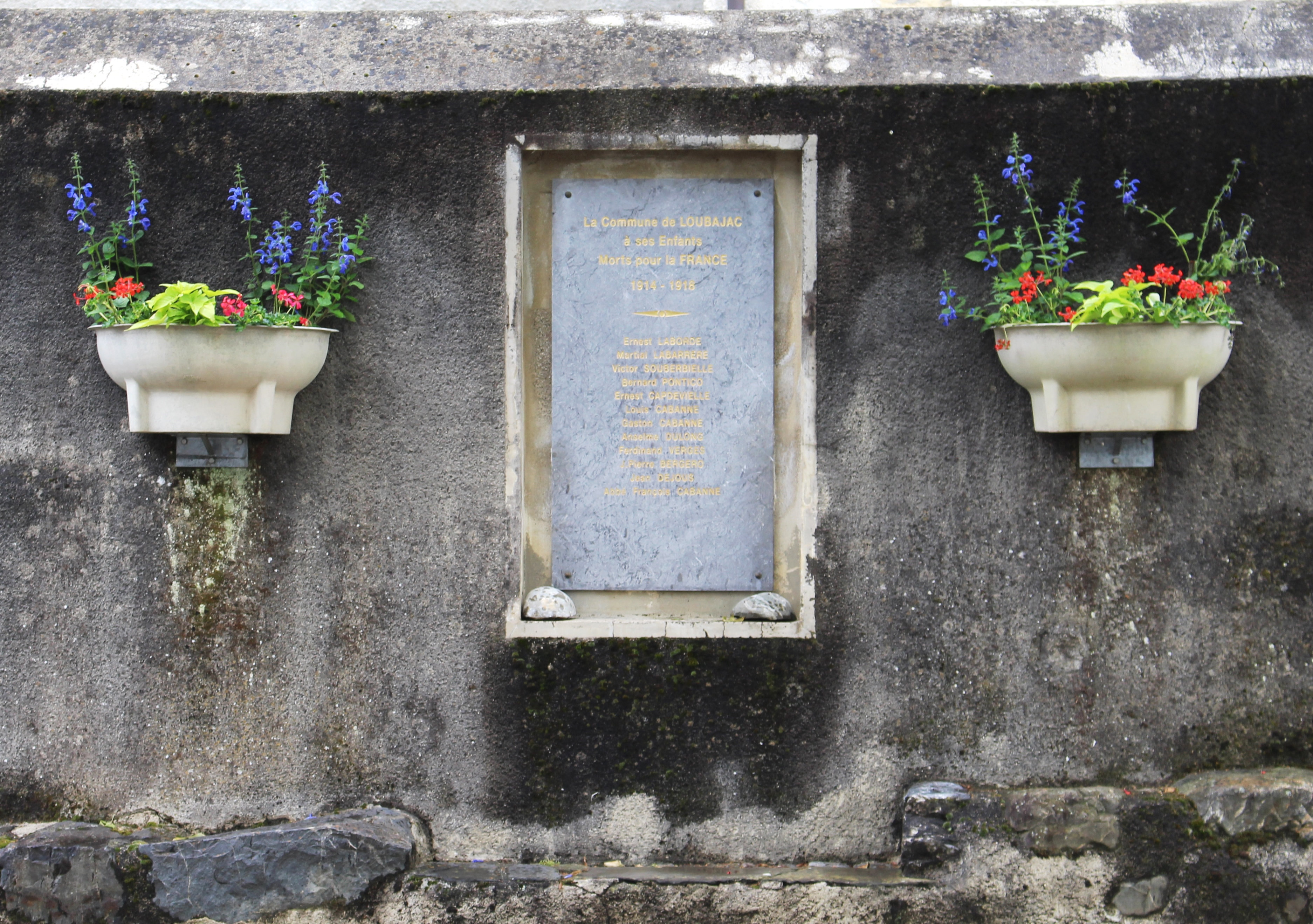
Le monument aux morts municipal.

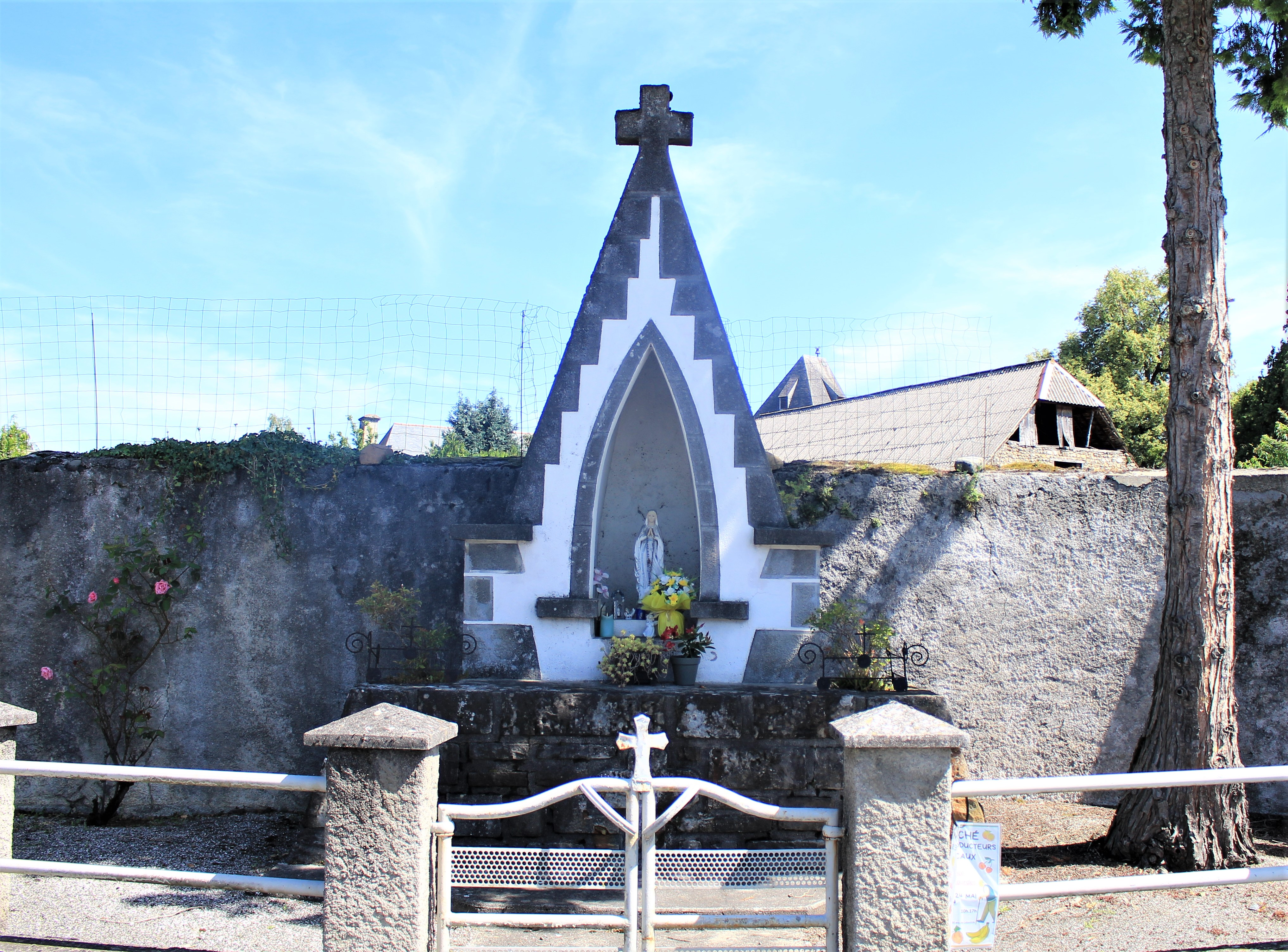
Un oratoire.

- Église Saint-Saturnin de Loubajac.
- Lavoir.
- Dolmen de Peyre Dusets.

### Personnalités liées à la commune
- Catherine Latapie, qui aurait été guérie par miracle à Lourdes le 1er mars 1858 et reconnue le 18 janvier 1862 par Bertrand-Sévère Laurence, l'évêque de Tarbes.

### Héraldique
| Blason | Blasonnement : D'azur à la tour donjonnée d'or accompagnée en chef de deux corbeaux affrontés de sable et en pointe d'une fleur de lys d'argent. Commentaires : Armes fautives. |